# Zaira Nara
Zaira Nara, née le 15 août 1988 à Boulogne Sur Mer (Argentine), est un mannequin et une animatrice de télévision argentine. Selon le magazine FHM, elle a été classée 47e femme la plus sexy du monde en 2010. Zaira est la petite sœur de Wanda Nara.

## Biographie

### Carrière
Zaira Nara a commencé sa carrière en tant que modèle lorsqu'elle était enfant. Lors de son adolescence, elle signe un contrat de mannequin pour l'agence Dotto Models. En 2008, Zaira Nara décide de quitter Dotto Models pour rejoindre Chekka Buenos Aires, l'agence de Mauricio Catarain. Elle défile alors pour des prestigieuses marques argentines et signe plusieurs contrats pour devenir l'image de certaines marques de lingerie, vêtements et cosmétiques, tels que Ferli Fragola, Swatch Argentina… Elle fait également partie de Multitalent Agency. Zaira a également fait la couverture des éditions argentines de Cosmopolitan and Women's Health.
Zaira Nara mesure 1.73, est brune aux yeux verts. En 2010, elle participe à l'émission de Marcelo Tinelli, Bailando por un Sueño 2010, la version argentine de Danse avec les stars où elle termine à la 9e position. La même année, elle présente La Cocina del Show sur Canal 9. En 2011, elle remporte le Ballon Rose qui est attribué à la plus jolie femme de footballeur de l'année. La même année, elle remplace sa sœur Wanda Nara à Bailando 2011 pour cause de grossesse de cette dernière. De juin à décembre 2012, elle a présenté l'émission Tendencia sur Canal 9, une émission sur la mode. Du 13 avril au 18 mai 2013, elle présente tous les samedis en deuxième partie de soirée Todos Contentos y bastante locos au côté de Leo Montero. Après un mois d'antenne, l'émission est arrêtée faute d'audience. Depuis octobre 2013, Zaira Nara joue du mercredi au dimanche Los locos Grimaldi au Théâtre Tabaris.

### Théâtre
- 2004 — Anacondas para Todos con Xampe Lampe
- 2008 — Planeta Show
- 2008 — El Libro de la Selva
- 2008 — El último vuelo del día
- 2008 — La Noche de Giglio
- 2009 — Enamorada de Ramón
- 2013-2014 — Los locos Grimaldi

#### Émissions
- 2009–2010 — Justo a tiempo
- 2010 — Bailando 2010
- 2010 — La Cocina del Show
- 2011 — Bailando 2011
- 2012 — Tendencia
- 2013 — Todos Contentos y bastante locos
- 2014-2015 — Tu Mejor Sábado
- 2015 — Tu Mejor Domingo
- 2016-2017 — Morfi Cafe
- 2017-2019 — Morfi, todos a la mesa
- 2017 — La Fiesta de Morfi
- 2018–2019 — Cortá por Lozano
- 2019 — Martín Fierro, alfombra roja